# Glogovac
Glogovac (em sérvio:  Глоговац, transl. Glogovac; em albanês:  Drenas ou Gllogoc) é um município no centro da Província Autônoma de Cossovo e Metóquia, localizado no Distrito de Kosovo, sendo de jure parte da República da Sérvia. 
O município se localiza a 592 m acima do nível do mar. Sua população é de 60 175 habitantes, o que coloca a cidade como a 10ª mais populosa do Kosovo.  Sua área é de 290 km² com 37 assentamentos no município.